# Степановский сельский совет (Сумская область)
Степановский сельский совет (укр. Степанівська сільська рада) — входит в состав Бурынского района Сумской области Украины.
Административный центр сельского совета находится в с. Степановка.

## Населённые пункты совета
- с. Степановка
- с. Чалищевка